# Kamal Naït Zerad
Kamal Naït Zerad (ou Naït-Zerrad) est un linguiste kabyle berbérisant originaire des Aït Abbas. Kamal Naït Zerad est spécialiste de linguistique berbère (lexicologie, lexicographie, syntaxe, dialectologie). 

## Biographie
Kamal Naït Zerad a une double formation, il est docteur en micro-optoélectronique de l’Institut national polytechnique de Grenoble (thèse soutenue en 1995 avec plusieurs publications dans ce domaine) et docteur en linguistique berbère, thèse soutenue à l’Inalco en 1996. 
Il enseigne à l'Inalco et à l'Institut für Afrikanistik de Cologne (Allemagne). Kamal Naït-Zerad a aussi été chercheur à l'Institut de linguistique africaine de Francfort-sur-Le Main. En 2003, il obtient, à l’Inalco, l’habilitation à diriger des recherches. Son intérêt pour le berbère est très ancien, il a publié un certain nombre d’articles à la fin des années 1980 et son premier ouvrage, le Manuel de conjugaison kabyle date de 1994.
Après ses soutenances de thèse à l’Inpg et à l'Inalco, il obtient une bourse de recherche de la Fondation allemande Alexander von Humboldt pour la réalisation d’un dictionnaire des racines berbères, à l’Institut d’Etudes Africaines de l’Université de Cologne en Allemagne (1997-1998). Il est ensuite recruté sur contrat comme enseignant-chercheur berbérisant à l’Université de Francfort. En 2003, il soutient son Habilitation à Diriger des Recherches à l’Inalco où il est recruté début 2004 comme Professeur associé de berbère. En 2009, il est nommé Professeur des Universités. 
Sur invitation de Salem Chaker, Kamal Naït Zerad a commencé à publier dans l’Encyclopédie berbère (EB) en 2004 et il est depuis membre du conseil scientifique et du comité de rédaction de l'EB.

## Publications
- Dictionnaire des racines berbères (formes attestées), Paris/Louvain, Peeters : I, A-BƐZL, 1998, XXVII p. + 161 p. ; II, C-DƐN, 1999, VIII p. + p. 162-431 ; III, D- GEY 2002, VII p. + p. 432-946.

- Grammaire moderne du kabyle, Paris, Karthala, 2001, 225 p.

- Linguistique berbère et applications. Editions L'Harmattan, 2004.
- Manuel de conjugaison kabyle: 6000 verbes, 176 conjugaisons: amyag di tmaziγt (le verbe en berbère). Editions L'Harmattan, 1994.
- Mémento grammatical et orthographique de berbère: kabyle-chleuh-rifain. Editions L'Harmattan, 2011.
- Kabylie: dialectologie. Encyclopédie berbère, 2004, p. 4067-4070.
- Les préfixes expressifs en berbère. Articles de linguistique berbère. Mémorial Werner Vycichl, 2002, p. 349-372.
- Kamal. Les systèmes de notation du berbère. D. Caubet et al, 2002, p. 331-340.
- Tamazight: langue ou langues. La question amazighe en 1996 (Table Ronde), 1996.
- Dictionnaire des prénoms berbères. Enag, 2005.
- Manuel de conjugaison kabyle (le verbe en berbère). 1994.
- Auxiliaires temporels en berbère. In : Proceedings of the 2nd World Congress of African Linguistics, Leipzig 1997. 2000. p. 669-678.
- Grammaire du berbère contemporain, I–Morphologie. ENAG, Alger, 1995.
- Grammaire du berbère contemporain (Kabyle), II-syntaxe. 1996.
- Essai d'analyse dialectométrique appliquée au berbère. Studi Maġrebini, 2005, vol. 3, p. 229-238.
- De quelques particules et adverbes issus de formes verbales. Nouvelles études berbères. Actes du, 2004, vol. 2.
- Le kabyle langue maternelle: variation, standardisation et enseignement. Langues maternelle: contacts, variations et enseignements. Les cas de la langue amazighe, Paris, L'Harmattan, 2005, p. 241-245.
- Ecrire en berbère, oui mais comment?. Tifin, Revue des Littératures berbères, 2006, no 1, p. 112-128.
- Notes sur des termes berbères dans Nuzhat al-muštāq dʼEl-Idrisi. Berber in Contact. Linguistic and Sociolinguistic Perspectives. Köln: Rüdiger Köppe Verlag, 2008, p. 11-18.
- Essai de traduction partielle du Coran en berbère: vocabulaire religieux et néologie. 1996. Thèse de doctorat. Paris, INALCO.
- Codification de l’orthographe kabyle (et berbère en général): critiques et propositions. In : Aslugen n tira n tmaziɣt, Actes du colloque international:«la standardisation de l’écriture amazighe. 2012. p. 71-92.
- Pour une réforme de la standardisation du kabyle. 2012.
- Un exemple de graphie usuelle du berbère. Etudes et documents berbères, 1994, no 11, p. 55-62.
- Articles de linguistique berbère. Textes de Werner Vycichl, réunis par Kamal Naït-Zerrad. 2002.
- e berbère, l’aménagement linguistique et les linguistes. Cahiers de l’Observatoire des pratiques linguistiques, 2012, vol. 3, p. 153-160.